# 硝酸ベリリウム
硝酸ベリリウム（しょうさんベリリウム、beryllium nitrate）は、化学式 Be(NO3)2 で表されるベリリウムの硝酸塩である。

## 製法
炭酸ベリリウムあるいは水酸化ベリリウムを希硝酸に溶解して濃縮すると三水和物の結晶が析出する。
{\displaystyle {\ce {BeCO3{\cdot }4H2O\ +2HNO3->Be(NO3)2{\cdot }3H2O\ +3H2O}}}
{\displaystyle {\ce {Be(OH)2\ +2HNO3\ +H2O->Be(NO3)2{\cdot }3H2O}}}
酢酸エチルを溶媒として塩化ベリリウムを四酸化二窒素と反応させると、硝酸ベリリウムの四酸化二窒素付加物が得られ、これを50℃に加熱すると分解して無水物が生成する。
{\displaystyle {\ce {BeCl2\ +4N2O4->Be(NO3)2{\cdot }2N2O4\ +2NOCl}}}
{\displaystyle {\ce {Be(NO3)2{\cdot }2N2O4->Be(NO3)2\ +2NO2}}}

## 性質
無水物は125℃の加熱により分解して塩基性塩Be4O(NO3)6になる。
{\displaystyle {\ce {8Be(NO3)2 -> 2Be4O(NO3)6\ + 4NO2\ + O2}}}
三水和物は水に易溶性の無色または淡黄色結晶で潮解性が強く、エタノールにも溶解する。加熱により無水物は得られず60℃付近から分解し、塩基性塩2Be(NO3)2·BeOとなる。さらに強熱すると分解して酸化ベリリウムになる。
{\displaystyle {\ce {6Be(NO3)2{\cdot }3H2O->22Be(NO3)2{\cdot }BeO\ +4NO2\ +O2\ +18H2O}}}
{\displaystyle {\ce {2Be(NO3)2{\cdot }BeO->3BeO\ +4NO2\ +O2}}}
水溶液は加水分解により酸性を示す。